# Olevat
Olevat - u wyspiarzy z Karolinów w Mikronezji bóg cieśli i budowniczych łodzi.
Był synem Aluelapa i Semiligoror 
oraz bratem Lugeilanga.